# Joshua Zimmerman
Joshua Anthony Zimmerman (Almere, 23 mei 2001) is een Curaçaos-Nederlands voetballer die als aanvaller speelt. Hij verruilde in 2023 OH Leuven voor TOP Oss.

## Carrière
Joshua Zimmerman speelde in de jeugd van Forza Almere en Almere City FC, waar hij in 2019 een contract tot medio 2022 tekende. In het seizoen 2019/20 speelde hij namens Jong Almere City FC in de Derde divisie Zaterdag en zat hij ook enkele wedstrijden op de bank bij het eerste elftal. Voor het eerste team debuteerde hij echter pas twee seizoenen later, op 17 december 2021, in de met 2-3 verloren thuiswedstrijd tegen FC Volendam. Hij kwam in de 79e minuut in het veld voor Tim Receveur. Hij kreeg bij Almere nog zeven invalbeurten dat seizoen, maar kwam niet tot scoren.
Medio 2022 verkaste Zimmerman naar Oud-Heverlee Leuven, waar hij aansloot bij de U23. Hier speelde hij zijn wedstrijden in de Eerste nationale, het derde niveau van België. Hij scoorde vijftien keer in 31 wedstrijden. Hij zat een enkele keer op de bank bij het eerste team, maar kwam niet in actie. 
In september 2023 ging Zimmerman naar TOP Oss. Hij debuteerde op 15 september tegen Helmond Sport (1-1). Op 23 oktober scoorde hij zijn eerste doelpunt tegen Jong FC Utrecht (2-0). In het seizoen 2024/25 maakte hij vijf doelpunten voor TOP, wat hem na Giovanni Korte topscoorder maakte. 

## Interlandcarrière
Op 10 juni 2022 debuteerde Zimmerman voor het Curaçaos voetbalelftal, tegen Canada in de CONCACAF Nations League (0-4). Hij kwam in de 71e minuut in de ploeg voor Rangelo Janga. Op 9 september 2024 maakte hij zijn eerste doelpunt, ook in de Nations League, tegen Saint-Martin (4-0). Hij viel in de 61e minuut in voor Xander Severina en vond vier minuten later het net.

## Statistieken
| Seizoen | Club             | Competitie       | Competitie | Competitie | Beker | Beker | Overig | Overig | Totaal | Totaal |
| Seizoen | Club             | Competitie       | Wed.       | Dlp.       | Wed.  | Dlp.  | Wed.   | Dlp.   | Wed.   | Dlp.   |
| ------- | ---------------- | ---------------- | ---------- | ---------- | ----- | ----- | ------ | ------ | ------ | ------ |
| 2019/20 | Jong Almere City | Derde divisie    | 14         | 4          | 0     | 0     | 0      | 0      | 14     | 4      |
| 2021/22 | Almere City FC   | Eerste divisie   | 7          | 0          | 0     | 0     | 0      | 0      | 7      | 0      |
| 2022/23 | OH Leuven U23    | Eerste nationale | 31         | 15         | 0     | 0     | 0      | 0      | 31     | 15     |
| 2023/24 | TOP Oss          | Eerste divisie   | 24         | 2          | 0     | 0     | 0      | 0      | 24     | 2      |
| 2024/25 | TOP Oss          | Eerste divisie   | 34         | 5          | 1     | 0     | 0      | 0      | 35     | 5      |
| Totaal  | Totaal           | Totaal           | 110        | 26         | 1     | 0     | 0      | 0      | 111    | 26     |

Bijgewerkt op 8 juni 2025.